# کامانیاس
کامانیاس (به اسپانیایی: Camañas) یک شهرستان در اسپانیا است که در استان تروئل واقع شده‌است.

## خصوصیات
کامانیاس ۷۸ کیلومترمربع مساحت و ۱۵۰ نفر جمعیت دارد.